# Rainer Schulte (Basketballspieler)
Rainer Schulte ist ein ehemaliger deutscher Basketballspieler.

## Werdegang
Schulte gehörte ab der Saison 1973/74 zur Mannschaft von TuS 04 Leverkusen, die in diesem Spieljahr deutscher Pokalsieger wurde. Zwischen April 1973 und Juni 1974 bestritt er 27 Länderspiele für die bundesdeutsche Nationalmannschaft, nahm in dieser Zeit mit der Auswahl unter anderem am Europapokal für Nationalmannschaften teil.
Im Spieljahr 1975/76 holte Schulte mit Leverkusen sowohl den deutschen Meistertitel als auch den Pokalsieg. Auf europäischer Ebene trat er in dieser Saison mit den Rheinländern im Korać-Cup an. 1976/77 wurde er mit Leverkusen in der deutschen Meisterschaft Zweiter und musste ebenso im DBB-Pokal dem USC Heidelberg den Vortritt lassen. Im Europapokal der Landesmeister sammelte Schulte mit seiner Mannschaft in der Saison 1976/77 weitere internationale Erfahrung. 1977 wechselte Schulte nach 87 Erstliga-Spielen für Leverkusen innerhalb der Bundesliga zum ASV Köln. Nach der Umbenennung der Kölner Mannschaft in BSC Saturn gewann er mit ihr in der Saison 1979/80 den DBB-Pokal sowie 1980/81 und 1981/82 die deutsche Meisterschaft. Auch mit dem BSC Saturn trat Schulte im Europapokal der Landesmeister an.